# Californische cipres
De Californische cipres (Chamaecyparis lawsoniana) is een boom uit de cipresfamilie (Cupressaceae). De plant wordt ook wel lawsoncipres genoemd. De soort komt oorspronkelijk uit westelijk Noord-Amerika (Californië, Oregon). In Noord- en Midden-Europa wordt de boom veel aangeplant als beschutting en als sierboom. Gekweekte varianten zijn veel in parken, tuinen en op kerkhoven te zien. In Amerika kan de boom wel 60 m hoog worden, in Europa is 40 m het maximum.

## Botanische beschrijving
De kroon is smal en kegelvormig. De uiteinden van de takken hangen iets naar beneden. De schors is glad, grijsbruin en glimmend. Later wordt deze purperkleurig bruin en gegroefd. Bij oude bomen gaat de schors afschilferen.
De Californische cipres heeft heldergroene, driehoekige en schubbige bladeren die zijn bevestigd aan afgeplatte, horizontale twijgen. Ze doen denken aan varenbladeren. 
De mannelijke kegels zijn karmijnrood en knotsvormig. Ze worden 5 mm lang en zitten aan de toppen van de twijgen. Vrouwelijke kegels zijn groen en bolvormig. Deze zitten aan de toppen van kortere twijgen. Rijpend ontwikkelen ze zich tot houtige, purperbruine kegels van 7-8 mm in doorsnede met gevleugelde zaden.

## Gebruik
In de Verenigde Staten levert de Californische cipres sterk, licht en duurzaam hout met geelwit spinthout en donkerbruin kernhout. Het wordt gebruikt voor meubels, schuttingen en waterwerken. In Europa dient de boom alleen als sierboom.

## Externe links

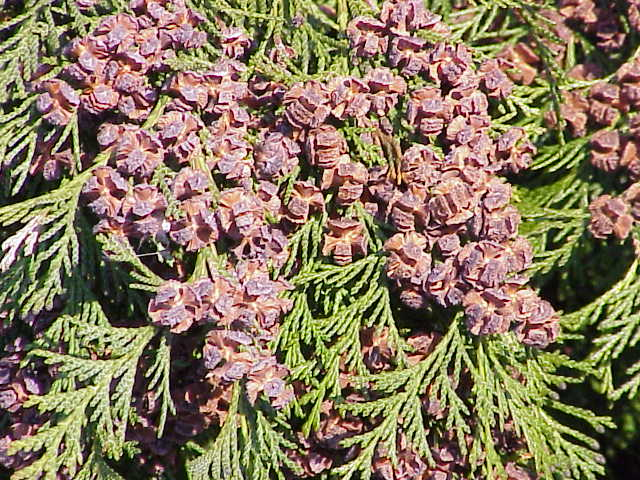
Kegels

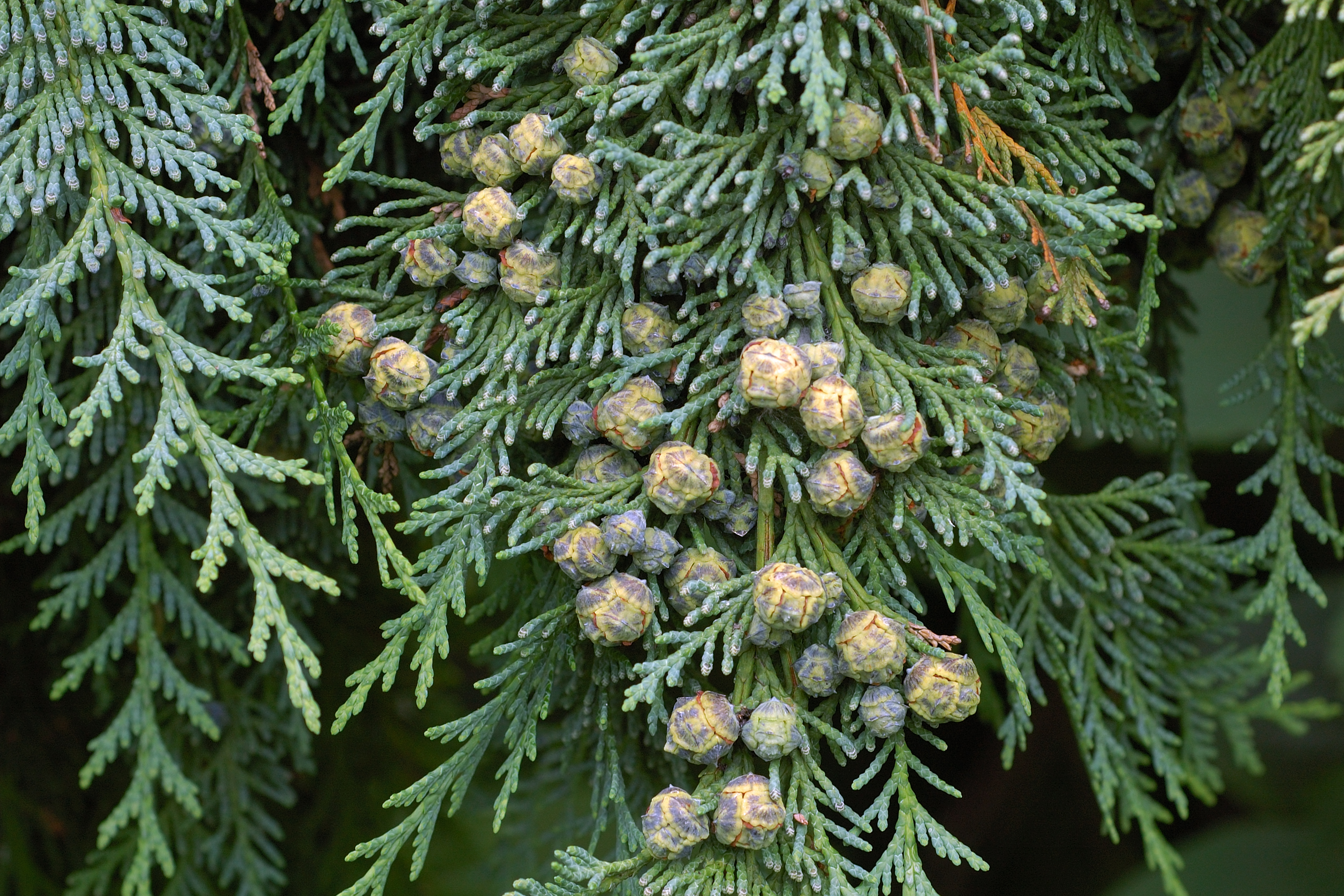
Kegels